# 十陵站 (中国铁路)
十陵站位于四川省成都市龙泉驿区十陵街道，是成昆铁路货运外绕线的一个五等站。隶属成都铁路局。该站属越行站，不办理客货运业务，每天有一些货运列车在此待避。成都地铁4号线上的同名地铁站距离该站较远。
在《成都铁路枢纽规划（2016—2030年）》中，该站计划将改建为成都“三主三辅”客运站中的一座主要铁路客运站，主要用于承接普速列车。但后来在成渝中线高铁建设计划中，决定在该站南侧新建普速客运车站“十陵南站”，不再改建本站。